# مثلث الأصابع الشرقية
مثلث الأصابع الشرقية (الاسم العلمي: Trigonodactylus sharqiyahensis)، نوع من الوزغات وينتمي إلى جنس مثلث الأصابع ويستوطن سلطنة عمان. سُمي النوع على المنطقة الشرقية (رمال الشرقية، 22.45379 ° شمالًا 58.67551 ° شرقًا) في عُمان.